# Rosarito
Rosarito est une ville et une station balnéaire mexicaine de l'État de Basse-Californie, siège de la municipalité de Playas de Rosarito;

## Géographie
La ville est située au nord-ouest de la Basse-Californie sur le littoral de l'océan Pacifique, au sud de la conurbation de Tijuana.

## Histoire
Le nom de « Rosarito » vient de celui d'« El Rosario » que la ville porta à la fin du XVIIIe siècle laquelle doit son origine à l'existence d'une mission baptisée San Arcangelo de la Frontera.

## Tourisme
Parmi les attractions de Rosarito, on trouve la pêche sportive et le surf. La région de Puerto Nuevo attire également un grand nombre de visiteurs qui, tout au long de l'année, assistent à de nombreux événements sportifs tels que : les tournois de beach-volley, les compétitions d'athlétisme, motocross et VTT, ainsi que des courses de voile traditionnelles.